# Fréquence cardiaque maximale
Pour les articles homonymes, voir FCM et fréquence (homonymie).
La fréquence cardiaque maximale (FCM) est le rythme que le cœur humain d'une personne donnée atteint lors des plus fortes sollicitations.
Au repos, la fréquence cardiaque est environ de 60 à 80 battements par minute.

## Généralités
La fréquence cardiaque maximale dépend de l'âge et peut être estimée par une règle simple, « 220 moins l'âge ». Par exemple, un homme de 42 ans aura une FCMT (FC maximale Théorique) de 178. Pour les femmes, la formule est la même contrairement à ce qui peut être dit.[réf. nécessaire] Cette formule est simple, mais il s'agit de la moins fiable des formules existantes : l'écart-type du résultat obtenu est d'environ dix. 
Cette donnée permet au sportif de savoir jusqu'où pousser son effort. La plupart du temps, ses séances se déroulent entre 70 et 80 % de sa FCM, si leur but est d'augmenter sa capacité respiratoire et l'oxygénation des muscles sollicités (travail en endurance).
Il ne faut pas confondre fréquence cardiaque maximale et fréquence cardiaque à ne pas dépasser. Si un individu dépasse sa fréquence cardiaque maximale estimée, c'est que sa fréquence cardiaque maximale est plus élevée que l'estimation selon la formule. Il n'y a aucune raison de s'empêcher de dépasser sa fréquence cardiaque maximale estimée. Si l'individu ne souffre pas de maladie cardiovasculaire, ce n'est ni dangereux, ni mauvais pour la santé[réf. nécessaire].

## Formules

Valeurs obtenues par des formules différentes.

Différentes formules existent pour estimer la FCM :
- FCM = 220 – âge (Haskell et Fox, 1970[1])
- FCM = 205,8 – 0,685 x âge (Inbaret al. 1994[2])
- FCM = 208,754 – 0,734 x âge (Robergs et Lanwher, 2002[3])
- FCM = 207 – 0,7 x âge (Gellish et al. 2007[4]) (relation linéaire)
- FCM = 192 – 0,007 x âge² (Gellish & Coll. 2007) (relation curvilinéaire)

Les travaux de Gellish et coll. (2007) ont permis de réduire le taux d'erreur à ± 2 à 5 bpm entre 30 et 75 ans dans sa forme curvilinéaire. Ce qui en fait, à ce jour, la plus précise des équations pour estimer la FCM théorique. 
Gellish et coll. proposent donc deux formules : 
- 207 – 0,7 x âge pour la relation linéaire ;
- 192 – 0,007 x âge² pour la relation curvilinéaire ;

Cette seconde formule est la plus valide des deux car elle épouse mieux la tendance de l’évolution globale de la FCM avec l’âge. Mais d'un point de vue pratique, certaines personnes préfèreront la formule linéaire pour sa simplicité d'utilisation.

## Méthode de Karvonen
La méthode de Karvonen est utilisée pour planifier des plans d'entraînement de sportif sur la base de la fréquence cardiaque. Elle prend en compte la fréquence au repos et la fréquence de réserve.
Cette méthode utilise la fréquence cardiaque comme indicateur des zones d'utilisation des filières énergétiques (la filière aérobie et anaérobie lactique).
Cette méthode prend en compte différents paramètres :
- fréquence cardiaque maximale (rythme cardiaque maximal qu'un individu peut atteindre).
- fréquence cardiaque au repos (rythme cardiaque).
- fréquence cardiaque de réserve.

## Test physique
Afin de déterminer plus précisément la fréquence cardiaque maximale d'un individu, il est recommandé de lui faire passer un test spécifique. Le protocole suivant est souvent utilisé en course à pied, valide pour d'autres disciplines :
1. Échauffement pendant une vingtaine de minutes à vitesse modérée.
2. Première répétition de trois minutes à haute intensité (pas maximale).
3. Repos de deux minutes en continuant à courir à vitesse modérée.
4. Deuxième répétition de trois minutes et dans la dernière minute, fournir un effort maximal.
5. À l’aide d'un cardio-fréquencemètre, noter la fréquence cardiaque la plus haute atteinte, c’est probablement la FC max.